# 지상전개배급사령부
지상배치배급사령부(Military Surface Deployment and Distribution Command (SDDC))는 미국 육군의 화물터미널을 운용하는 조직을 중앙 관리통제하는 사령부이다.

## 역사
1965년 2월 16일, 군사교통관제터미널근무대로 재편성되었다. 이듬해, 수송총감실 직속 수송기술국 이 군사교통관제터미널근무대로 이전되었다.
1987년, 국방부 통합사령부인미국 수송사령부가 창설되자, 군사교통관제터미널근무대는 이듬해 1988년에 수송사령부의 육군근무구성사령부로 지정되었다.
2004년 1월 1일, 버지니아주 알렉산드리아에서 군사지상전배치배급사령부(SDDC)로 재편성되었다. MTMC의 모든 예하부대 또한 SDDC로 재조정되었다.

## 조직

### 현재
- 수송기술국 - 스코트 공군기지
- 배치지원사령부 (제377전구지원사령부 작전통제)- 앨라바마주 버밍햄
- 제595수송여단 - 쿠웨이트 캠프 아리프잔
  - 제831수송대대 - 바레인 마나마
  - 제840수송대대 - 쿠웨이트 Ash Shuaiba
- 제596수송여단 - 서니포인트 군항터미널
  - 제832수송대대
    - 케이프 분견대 - 플로리다주 캐너버럴 곶
    - 잭슨빌 분견대 - 플로리다주 블라운트 섬
    - 푸에르토리코 분견대 - 푸에르토리코 포트 부차난

  - 제833수송대대(알래스카 분견대) - 시애틀
  - 제834수송대대 - 캘리포니아주 콩코드
  - 제955수송중대 - 파나마 발보아; 1999년 해산
  - 제956수송중대 - 뉴저지주 포트 몬머스; 2009년 해산
- 제597수송여단 - 버지니아주 포트 유스티스
  - 제832수송대대 - 버지니아주 포트 유스티스[2]
  - 제841수송대대 - 사우스캐롤라이나주 찰스턴
  - 제842수송대대 - 텍사스주 Beaumont
- 제598수송여단 - 독일 셈바치 막사
  - 제838수송대대 - 독일 카이저슬라우테른
  - 제839수송대대 - 이탈리아 리보르노
- 제599수송여단 - 하와이주 휠러 육군 비행장
  - 제835수송대대 - 일본 오키나와현 나하 항만시설
  - 제836수송대대 - 일본 가나가와현 요코하마항 북부부두
  - 제837수송대대 - 대한민국 부산항 8번 부두

### 이전
- 동부교통지역(Eastern Traffic Region); 1956년 7월 1일, MTMC 동부로 재편성.
- 서부교통지역(Western Traffic Region); 1956년 7월 1일, MTMC 서부로 재편성.
- MTMC 동부 - 펜실배이니아주 피츠버그; 1997년 10월 15일, 배치지원사령부로 통합.
- MTMC 서부 - 캘리포니아주 오클랜드; 배치지원사령부로 통합됨.
- MTMC 중부 - 미주리주 세인트루이스; 1956년 7월 1일, 설립
- MTMC 서남부 - 텍사스주 달라스; 1956년 7월 1일, 설립. ~ 1958년 폐지.
- MTMC 동남부 - 조지아주 애틀랜타; 1956년 7월 1일, 설립. ~ 1958년 폐지.
- MTMC 유럽; 1980년 1월 ~ 1997년 10월 1일, 제598수송단으로 재편성.
- MTMC 태평양; 1991년 7월 1일 ~ 1997년 10월 1일, 제599수송단으로 재편성.
- MTMC 부산; 1993년 1월 1일; 1993년 1월 1일, 제1317중형항만사령; 1997년 10월 1일, 제837수송대대.
- SDDC 서남아시아; 2005년 10월 ~ 2007년 11월, 제595수송단으로 재편성됨.
- 수송터미널사령부 (Transportation Terminal Command (TTC))
  - TTC 태평양
  - TTC 대서양
  - TTC 극동; 1984년 10월 1일 ~ 1991년 7월 1일, MTMC 태평양으로 재편성.
  - TTC 극지 - 알래스카
  - TTC 일본 - 일본 가나가와현 요코하마항
  - TTC 버뮤다
  - TTC 영국; 1961년 12월 31일, 설립
  - TTC 아소르스 - 포르투갈령 아소르스 제도
  - TTC 카사블랑카 - 북아프리카 모로코
  - TTC 그리스
  - TTC 스페인
  - TTC 터키 - 이스탄블
  - TTC 트리폴리 - 리비아
  - TTC NEAC (제7278부대)
  - TTC 걸프만 - 미국
- 제2수송터미널사령부; 1954년 3월 ~ 1978년 2월 1일
- 제4수송터미널사령부; 베트남 전쟁
- 제5수송터미널사령부; 베트남 전쟁
- 제11수송터미널사령부 - 프랑스
- 제124수송터미널사령부
- 제143수송사령부; 2007년, 전구지원사령부로 재편성됨.
- 제373수송항만사령부
- 제1302요항만사령부; 1960년대 ~ 1997년 10월 1일, 제596수송단으로 재편성
- 제600수송단; 1999년, 제842수송대대로 재편성됨.

## 관할 시설
- 베이욘 군항터미널; 1999년 9월 30일, 폐쇄.
- 오클랜드 군항터미널; 1999년 9월 30일, 폐쇄.
- 서니포인트 군항터미널

## 기록

### 소속
- 육군물자사령부

### 계보
- 1956년 7월 1일, Military Traffic Management Agency→군사교통관제국
- 1962년 1월 1일, Defense Traffic Management Service (DTMS)→국방교통관제근무대
- 1965년 2월 15일, Military Traffic Management and Terminal Service (MTMTS)→군사교통관제터미널근무대
- 1974년 7월 31일, Military Traffic Management Command (MTMC)→군사교통관제사령부
- 2004년 1월 1일 - Military Surface Deployment and Distribution Command  (SDDC)→지상배치배급사령부

## 같이 보기
- 미국 해군 군사해운사령부
- 미국 공군 공중기동사령부

## 참고
1. ↑  “GENERAL ORDERS NO. 5 : Redesignation  of  the  Military  Traffic  Management  Command” (PDF) (영어). Washington D.C.: Department of The Army. 2004년 4월 30일. 2019년 1월 26일에 원본 문서 (PDF)에서 보존된 문서. 2019년 11월 27일에 확인함.
2. ↑  Mr. Loran Doane (2019년 7월 26일). “690th wolfpack welcomes new commander to fort eustis” (영어). 597th Transportation Brigade. 2019년 12월 21일에 확인함.
3. ↑  “SDDC organization” (영어). Surface Deployment and Distribution Command. 2019년 7월 23일에 원본 문서에서 보존된 문서. 2019년 12월 21일에 확인함.